# Мураховка
Мураховка (укр. Мурахівка) — село в Березнеговатском районе Николаевской области Украины.
Население по переписи 2001 года составляло 879 человек. Почтовый индекс — 56243. Телефонный код — 5168. Занимает площадь 1,008 км².

## Местный совет
56243, Николаевская обл., Березнеговатский р-н, с. Мураховка, ул. Ленина, 30